# 언더월드: 라이칸의 반란
언더월드: 라이칸의 반란(Underworld: Rise of the Lycans)은 2009년 개봉한 미국의 영화이다.

## 출연

### 주연
- 마이클 쉰
- 빌 나이
- 로나 미트라

### 조연
- 스티븐 맥킨토시
- 케빈 그레비스
- 데이빗 애스튼
- 제랄딘 브로피
- 레이턴 카르드노
- 알렉스 캐롤
- 엘리자베스 호손
- 자레드 터너

## 기타
- 원조: 케빈 그레비스
- 원조: 렌 와이즈먼
- 원조: 대니 맥브라이드
- 공동제작: 케빈 그레비스
- 공동제작: 데이빗 컨
- 미술: 댄 헨나
- 의상: 제인 홀랜드